# 정관용 (교육인)
정관용(鄭寬容, 1962년 10월 10일~)은 대한민국의 시사평론가, 대학 교수, 교육인이다. 김영삼 정부 시기 대통령비서실 행정관(1993. 3.~1995. 3.)을 지냈다.
〈안걸리는 편파 방송 진행의 교과서〉라는 닉네임으로도 유명한 그는 1962년 10월 10일 충청남도 천안군(지금의 천안시)에서 태어났다. 서울의 숭실고등학교에 다니며, 시인을 꿈꾸고 서울대학교 사회학과에 입학해 가장 먼저 찾아간 곳은 '문학연구회' 동아리였다. 연극반 활동으로 연극 무대에도 서는 등 낭만적인 문예기질을 키우는 한편 학생회장을 맡아 학생운동에도 참여하였다.
1985년 '현대사회연구소'에 입사하였으며, 노동조합을 만들어 노조위원장이 되어 노동쟁의를 이끌다가 해고되었다. 이후 '한국사회과학연구소'와 '나라정책개발원'에서 연구원으로 일했다. 1990년 CBS 뉴스 해설을 시작으로 방송계에 입문하였다. 1993년 김영삼 정부 청와대 비서실 행정관이 되었으며, 2년간 일하였다. 1998년 SBS '뉴스 대행진' 의 뉴스 해설가로 하여금 그는, 본격적으로 시사 방송인의 길을 걸었다. 2008년 히말라야 여행을 떠나고 2009년 돌아와 《나는 당신의 말할 권리를 지지한다》를 썼다. 2010년 방송계에 복귀하며, CBS 《시사자키 정관용입니다》, KBS 《생방송 심야토론》, KBS 《열린토론》 등에서 토론 진행자로서 활동했다.
2013년 손석희 JTBC 보도부문 사장은 《정관용 라이브》라는 뉴스쇼 프로그램을 신설하여 그에게 맡김으로써 그를 '한국판 래리 킹'의 적임자로 지목하였다.

## 학력
- 숭실고등학교
- 서울대학교 사회학 학사
- 국민대학교 대학원 정치외교학과 정치학 석사 (학위논문명 - 한국의 국가성격에 관한 일 연구 : 중화학공업화정책을 중심으로)
- 한양대학교 대학원 신문방송학과 언론학 박사 과정 수료

## 경력
- 1990년 CBS 해설위원
- 1993년 대통령비서실 행정관
- 2001년 프레시안 정치에디터
- 2004년 프레시안 정치상임편집위원
- 2005년 프레시안 이사
- 2006년 경희대학교 언론정보학부 객원교수
- 한림국제대학원대학교 미국법학과 교수
- 국민대학교 특임교수

## 상훈
- 2007년 제34회 한국방송대상 진행자상, 제19회 한국프로듀서상 라디오진행자 부문

## 방송 진행
- SBS 러브FM 《792 뉴스대행진》 1, 2부
- KBS 1라디오 《라디오 24시》
- KBS 1라디오 《안녕하십니까 정관용입니다》
- KBS 1TV 《일요진단》
- KBS 1TV 《생방송 심야토론》
- KBS 1라디오 《KBS 열린토론》 (2003년 7월 14일 ~ 2008년 11월 15일)
- MBC TV 《100분 토론》
- JTBC 《정관용 라이브》
- 현 EBS 《EBS 초대석》
- CBS 표준FM 《시사자키 정관용입니다》
- MBC 《무한도전》 TV 토론회: 2014년 5월 17일[3]
- KBS 1라디오 《정관용의 지금 이 사람》(2018.5.28 ~ 2021.9.24)
- 현 KBS 1라디오 《정관용의 시사본부》(2021.10.2 ~ 현재)

## 저서
- 《우울한 세상과의 따뜻한 대화》. 사람과책. 1999년. ISBN 8981170428
- 《나는 당신의 말할 권리를 지지한다》. 위즈덤하우스. 2009년. ISBN 9788960862166

## 여타 사건과 논란 관련

### 미디어워치의 논문 표절 의혹 제기
2013년 12월, 연구진실성검증센터(변희재가 대표로 있는 주간 미디어워치로부터 분리 독립한 기관)이 석사논문 표절 혐의를 제기했으며 이는 미디어워치를 통해 보도되었다. 미디어워치는 국민대도 조사에 들어간 것으로 확인됐다고 보도했다. 국민대 조사 결과 표절 아님이 확정되었다. 